# رئيس الأساقفة

شعار رئيس الأساقفة

رئيس الأساقفة (باليونانية: Αρχιεπίσκοπος)‏، هو وزير ديني متدين ينتمي إلى النظام الأسقفي، لكنه يتمتع بأسبقية الشرف على الأساقفة. هو على رأس مقاطعة كنسية.

## في الكنيسة اللاتينية
في الكنيسة اللاتينية التي يحكمها قانون القانون الكنسي، فإن رئيس الأساقفة هو أسقف يستمتع، بفضل الامتيازات القديمة المرتبطة بأبرشيته أو قراره البابوي، كرامة أعلى من تلك أسقف بسيط.
رئيس الأساقفة والأبرشية: من حيث المبدأ، فإن رئيس الأساقفة هو الراعي اوالأسقف لكنيسة معينة تسمى الأبرشية. ويقال إن الأسقفية حيث يوجد الراعي هي رئيس الأساقفة بحكم منصبه.
لكن من جهة، قد يكون رئيس الأساقفة هو الراعي الوحيد في أبرشية واحدة أو كنيسة أخرى.

## في الكنيسة الأنجليكانية
تضم الكنيسة الأنجليكانية 38 مقاطعة كنسية، كل واحدة منها بها رئيس أساقفة. المقاعد الأكثر شهرة هي تلك الموجودة في كنيسة إنجلترا، كانتربري (الزعيم الروحي لكنيسة إنجلترا والمجموعة الأنجليكانية) ويورك. هذان رئيسا الأساقفة هما «نظراء روحيين» وبالتالي أعضاء في مجلس اللوردات البريطاني.

## في الكنيسة اللوثرية
مثل جميع الكنائس الأسقفية، تعرف الكنائس اللوثرية والأسقف ورئيس الأساقفة بهذا التحفظ أنه يجب تمثيل اللوثرية في الأغلبية. هذا هو الحال في السويد والنمسا وفنلندا وليتوانيا وألمانيا حيث يتعدد عدد اللوثريين بما يكفي لمعرفة المستوى ين الهرميين.

## في الكنيسة الأرثوذكسية
في الكنائس الأرثوذكسية، في الأصل، كان رئيس الأساقفة هو الأسقف الذي ترأس مجالس مقاطعته، مرادفاً للمدينة المتروبولية. في الممارسة الأرثوذكسية الحالية، للكلمة عدة استخدامات متميزة:
- 1. الاستخدام اليوناني: عنوان يحمله الأسقف الذي هو أيضا الرئيسيات (قبرص، اليونان، كريت). ويطلق على الآباء أيضًا اسم أساقفة المدينة، حيث توجد رؤيتهم الأسقفيّة، في حين أن جميع الأساقفة الفخريين هم من المتروبوليتانيين.
- 2. الاستخدام الروسي: لقب يحمله أسقفًا فصيحًا حصل على تمييز شرفي بين رتبة أساقفة بسيطة وبين الأساقفة.
- 3. الاستخدام الروماني: يتوافق مع المعنى الأصلي للكلمة.